# Дігтярне мило
Дігтя́рне ми́ло містить березовий дьоготь. Має бактерицидні та протизапальні властивості.
Застосовується як допоміжний засіб при таких ураженнях шкіри як фурункульоз, прищі, псоріаз, екзема, акне, жирна себорея, грибкові ураження рук та ніг, дерматози, нариви.
Завдяки дьогтю мило має чорний або темно-бурий колір і специфічний запах.

## Виробники в Україні
- Київська область: ТОВ «РЕМОС», село Рославичі Васильківського району.[1][2]
- Київська область: ТОВ «ЮА-ФАРМ», місто Васильків Васильківського району.[3]
- Черкаська область: ТОВ «ПКК „ДНД“», село Балаклея Смілянського району.